# Howland-øen
0°48′07″N 176°38′3″V / 0.80194°N 176.63417°V
Howland-øen (engelsk Howland Island Territory) tilhører "USA's ydre småøer". Sammen med Baker Island kendes den som Baker-Howland-øerne, da de kun ligger ca. 100 km fra hinanden. Howland-øen har tilhørt USA siden 5. februar 1857.

## Geografi
Øen er en koralø i det centrale Stillehav og har et areal på 1,8 km² (lidt mindre end Nekselø) og øens højeste punkt er kun 6 meter over havet. Øen er mestendels sanddækket med lav vegetation og den har ingen ferskvandskilder. Øen, som er ubeboet, forvaltes direkte fra USA af U.S. Fish and Wildlife Service, som tilhører U.S. Department of the Interior. Øen er i dag naturbeskyttelsesområde.

## Historie
Øen blev opdaget i 1822 af kaptajn George B. Worth, USA.

## Eksterne links
- om Howland-øen Arkiveret 25. maj 2008 hos  Wayback Machine
- om Howland-øens geografi Arkiveret 28. september 2012 hos  Wayback Machine